# Ulmaris snelliusi
Ulmaris snelliusi is een schijfkwal uit de familie Ulmaridae. De kwal komt uit het geslacht Ulmaris. Ulmaris snelliusi werd in 1935 voor het eerst wetenschappelijk beschreven door Stiasny. 